# Cleola
En la mitología griega, Cleola o Cleole (Κλεόλαϛ) es una hija de Diante y por lo tanto nieta del héroe Pélope. No se conoce el nombre de su madre.
Tzetzes alega que, según Hesíodo y Esquilo y algunos otros, Agamenón, Menelao y Anaxibia son hijos de Cleola, hija de Diante, y de Plístenes, hijo de Atreo. No obstante en el Catálogo de mujeres Cleola es la esposa de su tío Atreo y madre de Plístenes. Esto lo sabemos porque en un papiro de Oxirrinco se nos dice que Plístenes desposó a Eeropea y no a Cleola, lo que significa que esta tiene que ser por fuerza la esposa de Atreo.
En cambio, la versión homérica nos dice que los padres de estos tres hermanos antes citados fueron Atreo y Aérope, una nieta de Minos.